# زانکت پتر ام کامرزبرگ
زانکت پتر ام کامرزبرگ (به آلمانی: Sankt Peter am Kammersberg) یک منطقهٔ مسکونی در اتریش است که در مورو واقع شده‌است. زانکت پتر ام کامرزبرگ ۸۴٫۳۱ کیلومتر مربع مساحت دارد ۸۵۰ متر بالاتر از سطح دریا واقع شده‌است.